# オラース・ヴェルネ
エミール・ジャン＝オラース・ヴェルネ（Émile Jean-Horace Vernet, 1789年6月30日 - 1863年1月17日）は、フランスの画家である。戦争画、肖像画、動物画、アラブの情景を描いた作品で知られている。

## 生涯
画家カルル・ヴェルネの息子としてパリに生まれる。カルル・ヴェルネは風景画家のクロード・ジョセフ・ヴェルネの息子であり、画家一家として知られる。父親の下で絵画を学ぶが、古典主義ではなくもっと近代的な主題を取り上げようと考えるようになる。そのためにフランスの兵士たちを描くようになる。
フランス復古王政時代に、オルレアン公（後のフランス王ルイ・フィリップ）から依頼された戦闘場面を描いた絵画で頭角をあらわすようになる。批評家たちはヴェルネの描くスピードに驚嘆する。初期の作品には『ヴァルミーの戦い』や『モンミライユの戦い』（両方ともナショナル・ギャラリー (ロンドン)蔵）を描いたものがある。 
長いキャリアの中で、ヴェルネは重要な依頼をいくつも受けている。フランス王ルイ・フィリップはヴェルネの重要なパトロンの一人であった。7月王政の後はナポレオン3世という新しいパトロンを得、ヴェルサイユのフランス歴史美術館のための公式の注文を多数受ける。ヴェルネはフランス第二帝政時代も引き続き英雄的なフランス軍を描いたが、その姿は以前と変わらず身近で現実的なものであった。クリミア戦争時にはフランス軍に付いて行き、『アルマの戦い』等を描く。シャルル・ボードレールは「オラース・ヴェルネは絵を描く軍人である。彼は芸術家とは正反対の存在である」と書いている。
1829年から1834年、在ローマ・フランス・アカデミーの校長を務めた。
ヴェルネの娘はポール・ドラローシュの妻となった。ヴェルネは1863年にパリの自宅で死去した。
アーサー・コナン・ドイルの『シャーロック・ホームズ』シリーズの中の『ギリシャ語通訳』で、ホームズは自身の祖母がヴェルネの姉妹であったと語り、画家一家のヴェルネと血縁関係があると主張している。

## ギャラリー

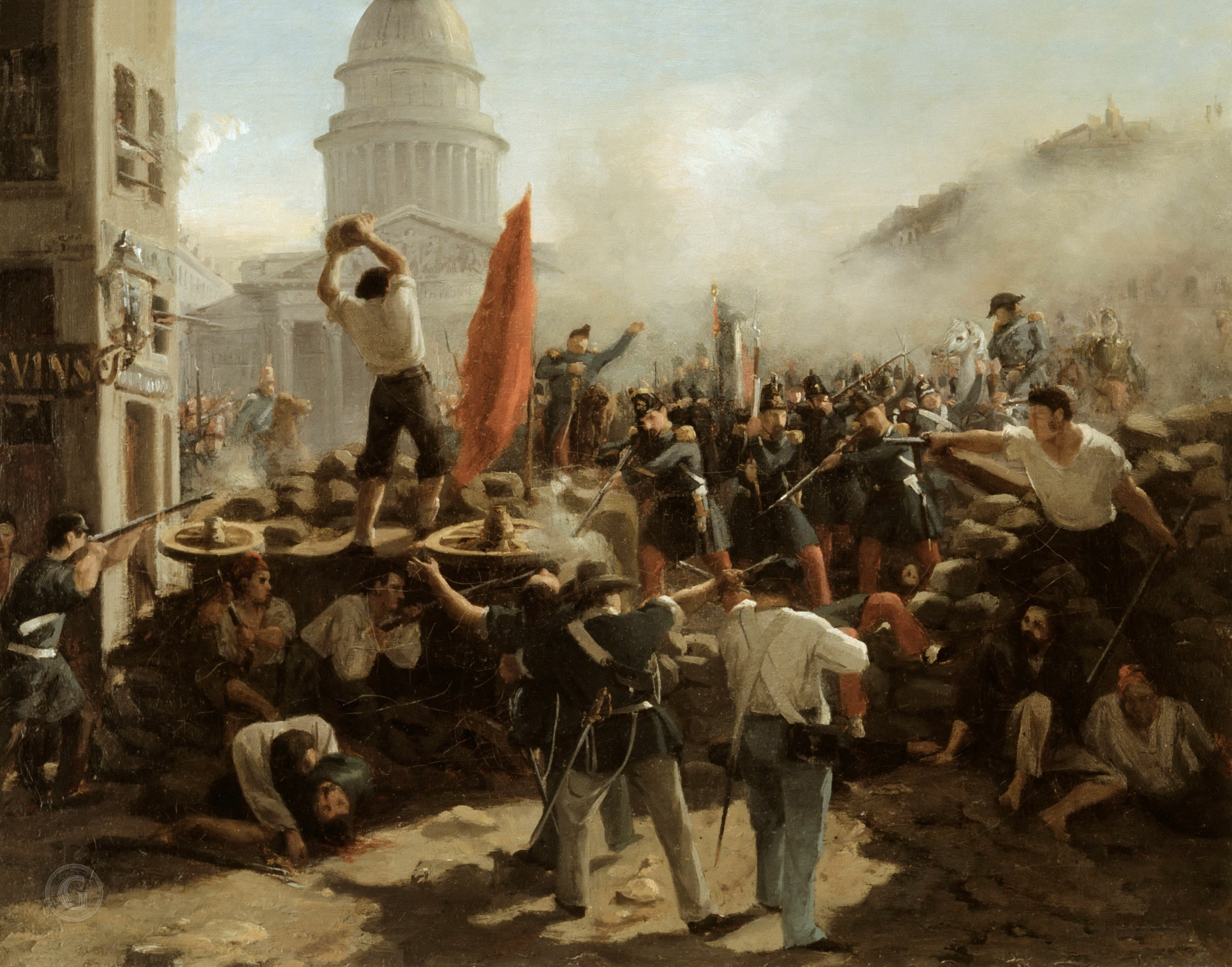
『スルロ通りのバリケード』 "Barricade rue Soufflot"
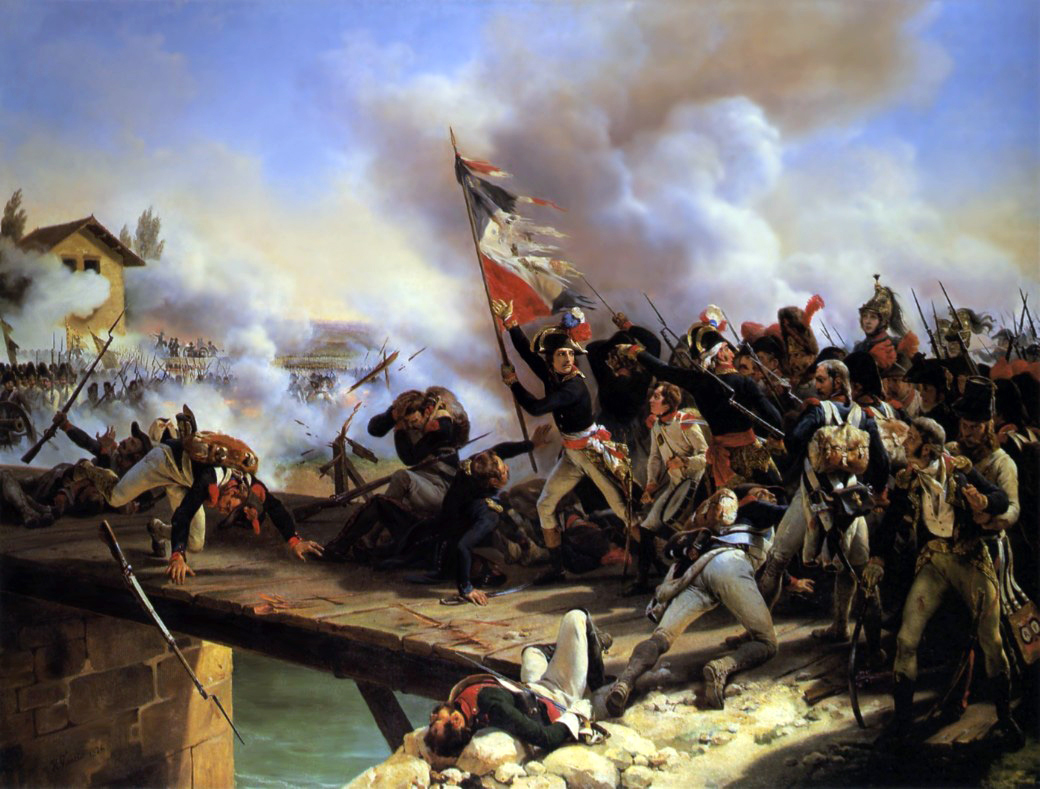
『アルコル橋のボナパルト』 "Bonaparte au pont d'Arcole"
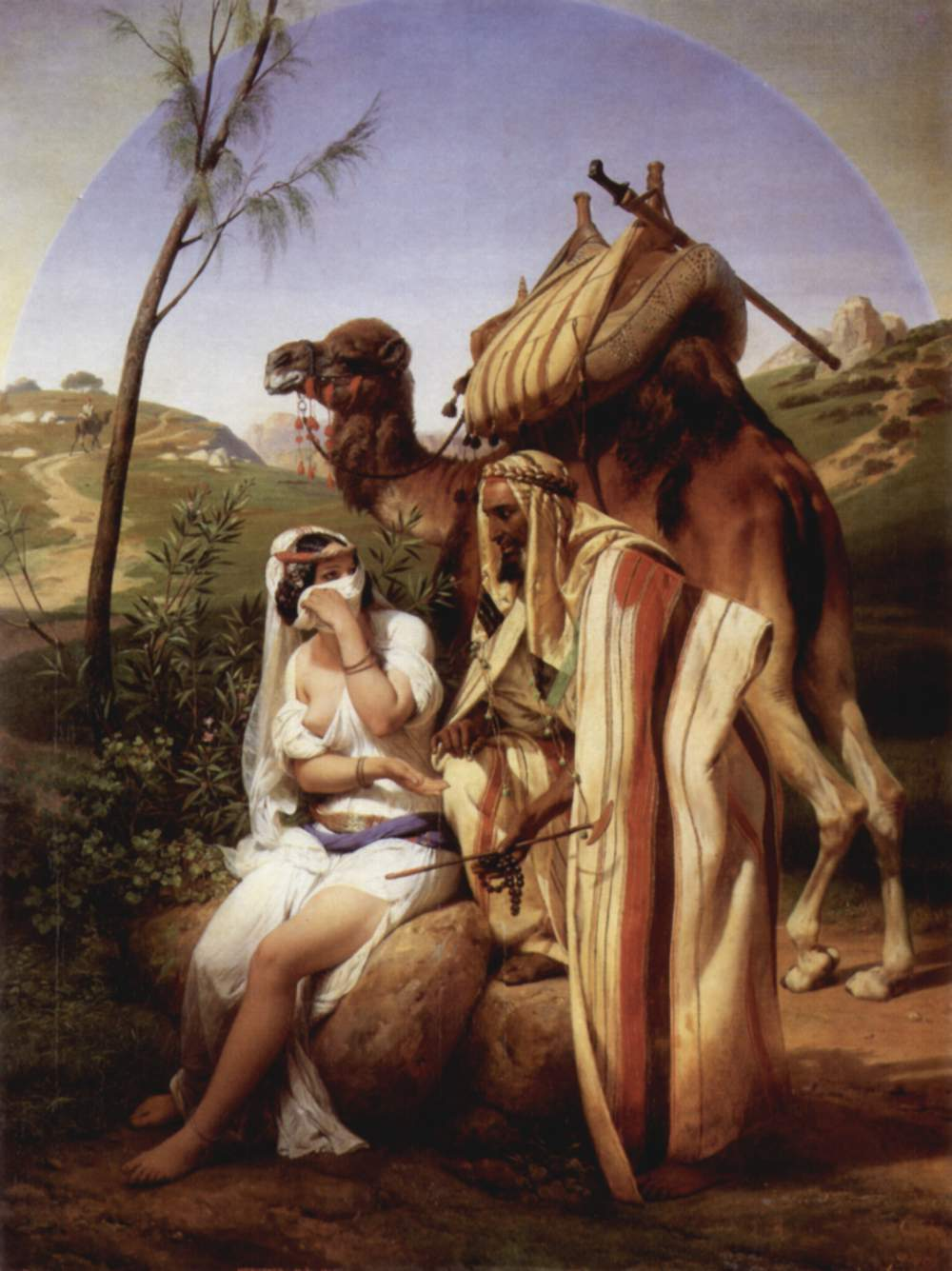
『ユダとタマール』 "Juda et Tamar"
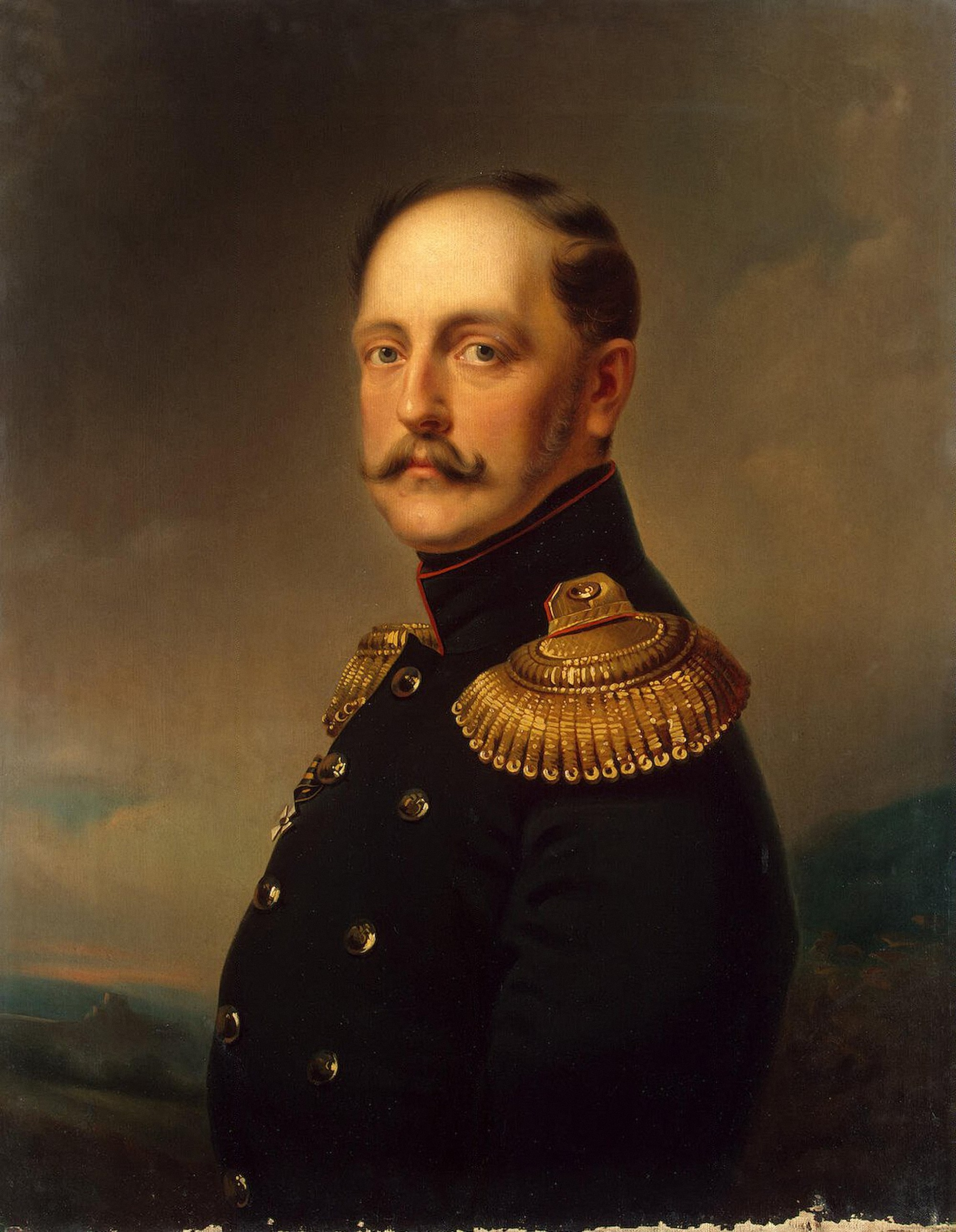
『ニコライ1世』 "Nicolas Ier de Russie"
『死の天使』 "Angel of the Death"
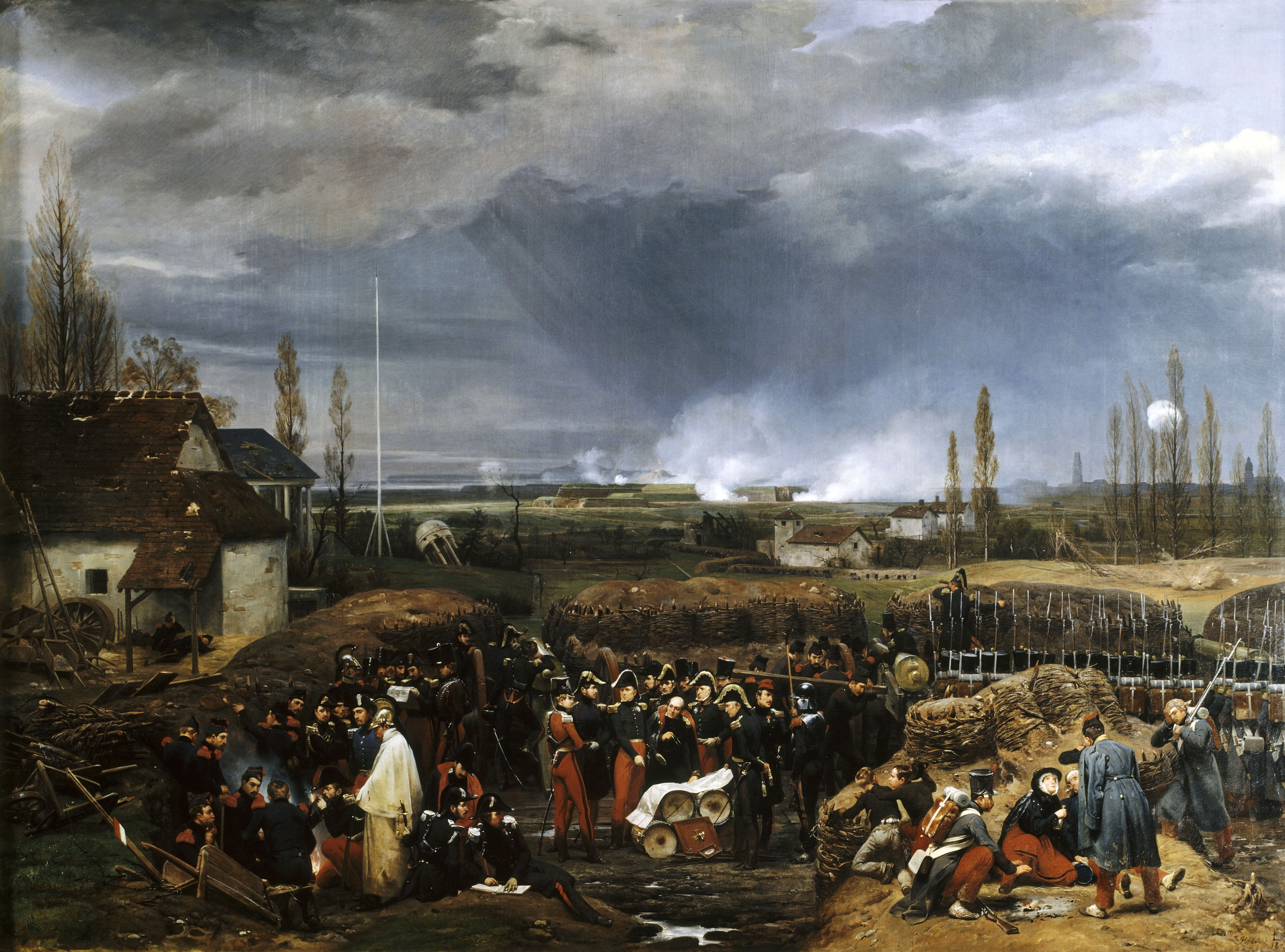
『アントウェルペン包囲戦（英語版）』 "The Siege of Antwerp"